# Myoprocta
Myoprocta (Thomas, 1903) è un genere di roditori della famiglia dei Dasiprottidi, comunemente noti come acouchy.

## Descrizione

### Dimensioni
Al genere Myoprocta appartengono roditori di grandi dimensioni, con lunghezza della testa e del corpo tra 320 e 380 mm, la lunghezza della coda tra 45 e 70 mm e un peso fino a 1300 g.

### Caratteristiche craniche e dentarie
Il cranio è lungo, stretto e presenta un rostro lungo e largo, la bolla moderatamente ingrandita e un foro infra-orbitale privo di canale supplementare per il passaggio dei vasi sanguigni e dei nervi. Gli incisivi superiori sono piccoli e stretti, i denti masticatori sono piccoli, hanno una corona elevata e la superficie occlusale appiattita.
Sono caratterizzati dalla seguente formula dentaria:

### Aspetto
Il corpo è snello con la metà posteriore più sviluppata, il dorso curvato, gli arti lunghi, sottili e un'andatura digitigrada. La pelliccia è corta, densa e ruvida, più lunga sulla groppa, il colore può essere bruno-rossastro o bruno-giallastro, le parti ventrali sono rossastre o giallastre. La testa è grande, ottusa, gli occhi sono grandi, le orecchie sono relativamente corte e appuntite. I piedi hanno quattro dita, con l'ultimo notevolmente ridotto. La coda è corta, sottile e rivestita di peli. Le femmine hanno quattro paia di mammelle.

## Distribuzione ed Habitat
Si tratta di animali terricoli con uno spiccato adattamento alla corsa diffusi nel bacino amazzonico, dall'Ecuador e Perù orientali fino al Brasile nord-orientale.

## Tassonomia
Il genere comprende 2 specie.
- Myoprocta acouchy
- Myoprocta pratti